# Festa dé l'Issanka
Pour les articles homonymes, voir Festa (homonymie).
Festa dé l'Issanka est une chanson traditionnelle sétoise, en occitan.

## Historique
Cette chanson exprime l'optimisme naturel des Sétois et marque tous les temps forts de la vie locale. 
Il est de tradition qu'elle soit entonnée par les convives d'un repas ou par la foule dans les grandes réunions publiques.
Les paroles sont de Michel Pino (1851-1901). La musique a été composée par Désiré Servel, né à Clermont-l'Hérault le 16 décembre 1833, qui fut professeur de musique au conservatoire de Sète et mourut le 2 mars 1905 en laissant une abondante production d'opéras, messes, romances, danses et quelque 260 chansons...
Cette chanson a été enregistrée par les Moures de Porc, Aqueles.
Issanka est un parc de l'Hérault.

## Le texte
| Occitan Languedocien (écriture originale) | Idem. (graphie classique) | Français |
| --- | --- | --- |
| La Festa dé l'Issanka Chagrïn, chagrin, fay ta malla... Quand lou can dé la cigala A l'época dè St Clà Bous dis fajès bostra malla Anaboun à l'Issanka Asséta détssus l'herbéta Toutés en cur cantadés, Aquél bèl refrïn dé Cetta Qué tout lou puplé a apprés : Chagrïn, chagrïn, fay ta malla Naoutrès boulèn nous àmusa Déjà canta la cigala Ayci la fèsta dé l'Issanka | La Fèsta de l'Issanka Chagrin*, chagrin*, fai ta mala... Quand lo cant de la cigala A l'epòca de St Clar Vos ditz fajètz vòstra mala Anatz vos n'a l'Issanka Assetats dessús l'erbèta Totes en còr cantaretz, Aquel bèl refrin de Seta Que tot lo pòble a aprés : Chagrin*, chagrin*, fai ta mala Nautres volèm nos amusar Déjà canta la cigala Aicí la fèsta de l'Issanka. | La Fête de l'Issanka Chagrin, chagrin, fais ta malle Quand le chant de la cigale À l'époque de Saint Clair Vous dit de faire votre malle, Allez tous à Issanka. Assis dessus l'herbette Tous en chœur vous chanterez Ce joli refrain de Cette Que tout le monde a appris : Chagrin, chagrin, fais ta malle, Nous voulons nous amuser ; Déjà chante la cigale Voici la fête d'Issanka. |